# Солодовников, Валентин Иванович
Валентин Иванович Солодовников — советский хозяйственный, государственный и политический деятель, Герой Социалистического Труда.

## Биография
Родился в 1910 году в городе Харьков. Член КПСС с 1944 года.
С 1926 года — на хозяйственной, общественной и политической работе. В 1926—1973 гг. — токарь по металлу в Харьковских производственных мастерских, инженерный работник на оборонном заводе в городе Ленинграде, начальник ремонтно-механического цеха завода № 237 в городе Казань, главный механик, секретарь парткома завода № 287 Министерства авиационной промышленности СССР, директор завода № 278 Министерства радиотехнической промышленности СССР, директор завода № 287/Ленинградского государственного завода «Ленинец» Министерства радиопромышленности СССР.
Указом Президиума Верховного Совета СССР от 26 апреля 1971 года присвоено звание Героя Социалистического Труда с вручением ордена Ленина и золотой медали «Серп и Молот».
Умер в Ленинграде в 1974 году.